# あわら市細呂木小学校
あわら市細呂木小学校（ あわらし ほそろぎしょうがっこう）は、福井県あわら市滝にある公立小学校。

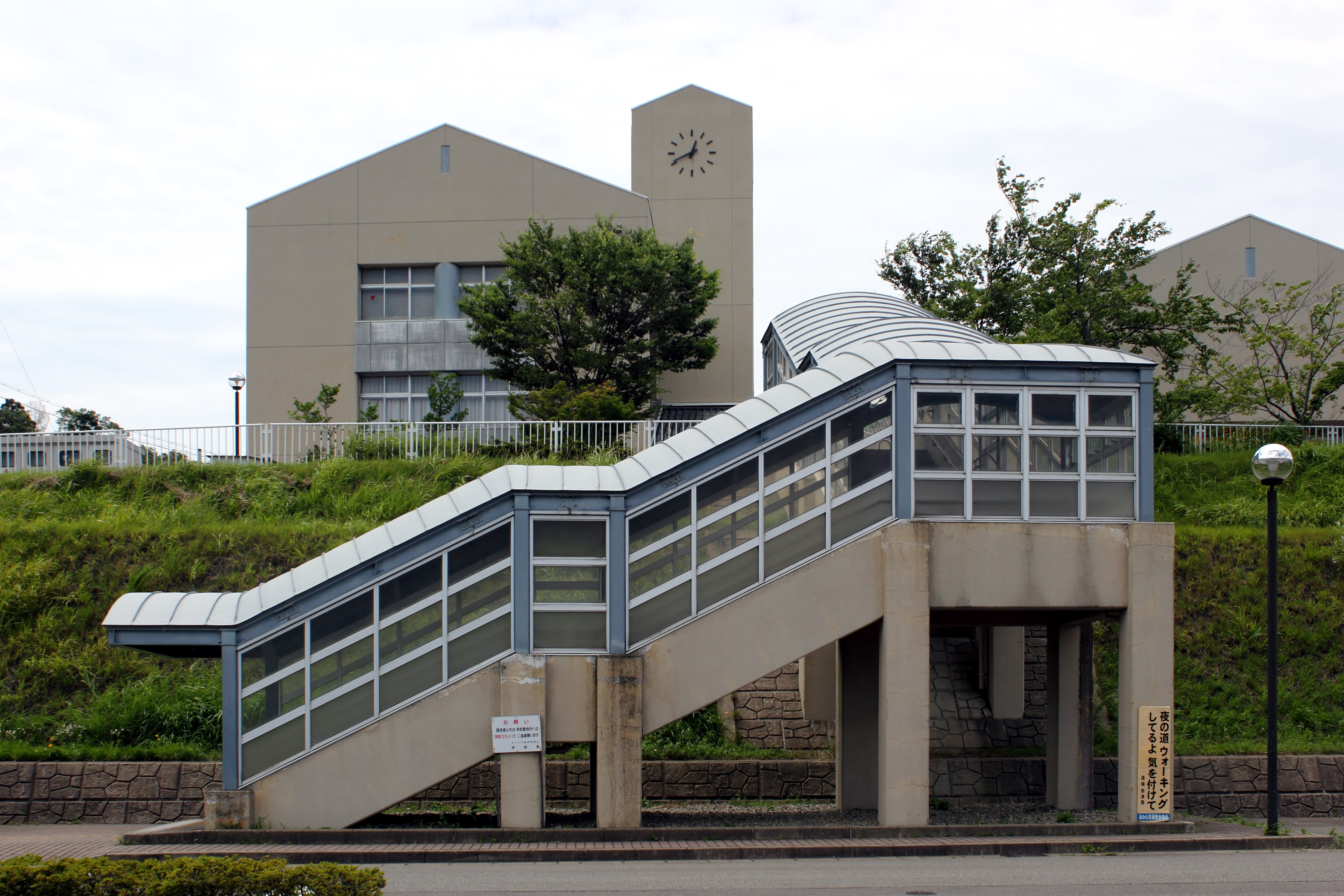
あわら市細呂木小学校（階段側）

## 沿革
- 1873年（明治6年）
  - 4月 - 柿原専教寺を仮校舎として柿原小学校創立。
  - 7月 - 沢村神宮寺を仮校舎として沢小学校創立。
- 1875年（明治8年）4月 - 沢小学校から一部を分離し、細呂木超勝寺支院を仮校舎として細呂木小学校創立。
- 1879年（明治12年）3月 - 柿原に校舎を新築し、柿原小学校から幽篁小学校と改称。
- 1880年（明治13年）4月 - 滝村に校舎を新築し、俊明小学校より滝、沢を分離し精勤小学校創立。
- 1892年（明治25年）4月 - 俊明、精勤両校を合併し、細呂木村立滝尋常小学校創立。幽篁小学校は細呂木村立柿原尋常小学校と改称。細呂木校は細呂木村立細呂木尋常小学校と改称。
- 1918年（大正7年）
  - 3月 - 清王に校舎改築し、柿原尋常小学校から細呂木村立清王尋常小学校と改称。
  - 12月 - 滝校に高等科併置が認可され、細呂木村立滝高等小学校と改称。
- 1941年（昭和16年）4月 - 国民学校令が施行され、滝校は細呂木村立第一国民学校、清王校は細呂木村立第二国民学校、細呂木校は細呂木村立第三国民学校と改称。
- 1947年（昭和22年）4月 - 学制改革により、それぞれ細呂木第一小学校、第二小学校、第三小学校と校名変更。第一小学校に細呂木村立細呂木中学校を併設。
- 1948年（昭和23年）6月 - 福井大地震により校舎倒壊。
- 1949年（昭和24年）6月 - 細呂木村内三小学校の統合により、細呂木村立細呂木小学校と改称。
- 1954年（昭和29年）10月 - 町村合併により、金津町細呂木小学校と改称。
- 1960年（昭和35年）6月 - 金津町指中に新築校舎落成。
- 1961年（昭和36年）4月 - 幼稚園の三園を統合。
- 1998年（平成10年）9月 - 金津町滝に新築校舎落成。
- 1999年（平成11年）6月 - プール完成。
- 2004年（平成16年）3月 - 町村合併により、あわら市細呂木小学校と改称。
- 2016年（平成28年）3月 - あわら市吉崎小学校を統合[1]。

## 通学区域
滝、青ノ木、宮谷、山西方寺、柿原、坂口、蓮ケ浦、細呂木、橋屋、樋山、指中、沢、細呂木駅前、吉崎1区、吉崎2区、浜坂

## 進学先中学校
- あわら市金津中学校[2]
- 加賀市立錦城中学校 - 休校中の吉崎小学校区であった区域の児童のみ選択可能。

## 学校周辺
- 社会福祉法人さくら福祉会細呂木こども園 - 敷地が隣接。また、進級前こども園のひとつ。
- あわら市細呂木公民館
- 福井県警あわら警察署細呂木交番
- ハピラインふくい線 細呂木駅

## アクセス
- ハピラインふくいハピラインふくい線細呂木駅から、徒歩約480m・約8分（公民館付近にある歩道階段経由）。
- あわら市乗合タクシーで、「細呂木公民館」停留所下車後、徒歩約340m・約5分（公民館付近にある歩道階段経由・公民館から学校敷地まて最短距離で約65m程だが、道路の関係で大きく遠回りとなる）。
  - ただし、あわら市乗合タクシー利用時には、事前申し込みが必要[3]。
  - なお、あわら市内の細呂木駅を除く鉄道駅[4]から「細呂木公民館」停留所までの所要時間は、その時の予約状況で変わる。